# Baby V.O.X The First Concert in Seoul
《Baby V.O.X The First Concert in Seoul》는 대한민국의 여성 5인조 음악 그룹 베이비복스의 콘서트 VCD이다.

## 8·15 콘서트
2002년 8월 15일에는 리더 김이지가 재학했던 경희대학교 평화의 전당에서 데뷔 5년만에 첫 단독 콘서트를 개최하였다. 총 2회의 공연을 개최했으며, 콘서트는 전석 매진되었다.  또한 콘서트를 축하하기 위해 J-WALK, 강성훈,코요태, 클론, 홍경민 등이 게스트로 참석했다.
베이비 복스는 그 동안 중국 무대에 주력하다보니 국내 팬들에 소홀하다는 질책도 많이 받았는데, 그 때문에 대중문화 수출의 선봉에 섰다는 자부심에도 불구하고, 국내 팬들의 반응이 마음에 걸렸다. 그런 의미에서 2002년 8월 15일의 국내 첫 단독 콘서트의 성공은 의미가 컸다. 베이비 복스는, "중국 팬들의 사랑도 좋지만 한국 팬들의 지지를 얻을 때 더 큰 힘이 난다"며 데뷔 이후 발표했던 모든 히트곡을 라이브로 열창하며 화려한 무대를 꾸몄다.
공연의 전체적인 콘셉트는 '쑈쑈쑈'. 기존 콘서트의 틀을 깨는 '난장 파티'를 연출하며 확실한 볼 거리를 제공했다는 평가를 받았다. 공연 실황의 모습은 Mnet에서 1시간 분량으로 편집되어 방송에 송출되었고 추후에 VCD화되어 발매되었으나, 물량이 적어 지방에 사는 팬들은 구입하기가 힘들었다고 한다.

## 수록곡
CD 1
- 01. Killer
- 02. 배신&Why
- 03. 내 사랑이기를
- 04. 야야야&Change
- 05. Oops I Did it Again
- 06. I Love Rock & Roll(Britney Spears)
- 07. Get Up!

CD 2
- 01. 허락&Go
- 02. Lick it&What's Up(4 Non Blondes)
- 03. Missing You
- 04. Game Over&인형
- 05. Lady Marmalade(Christina Aguilera)
- 06. 모기야 ver. 우연
- 07. 앵콜